# Nationaal park Kongernes Nordsjælland
Het Nationaal park Kongernes Nordsjælland (Nederlands: Koninklijk Noord-Seeland) is een Deens nationaal park dat werd ingewijd op 29 mei 2018. Het nationaal park is 26250 hectare groot en omvat een gebied in het noorden van Seeland rond de heide en de loofbossen van Grib Skov en Tisvilde Hegn en de meren Esrum Sø, Arresø en Gurresø. Een groot deel van het nationaal park is onderdeel van het Europese netwerk van natuurgebieden Natura 2000. Het bosgebied Grib Skov maakt bovendien sinds 2015 deel uit van Unesco-werelderfgoed 'Par force-jachtlandschap in Noord-Seeland'.
In het park leeft das, edelhert, buizerd, zwarte specht, visarend, zeearend, ijsvogel, cinclus, brilduiker.

## Afbeeldingen

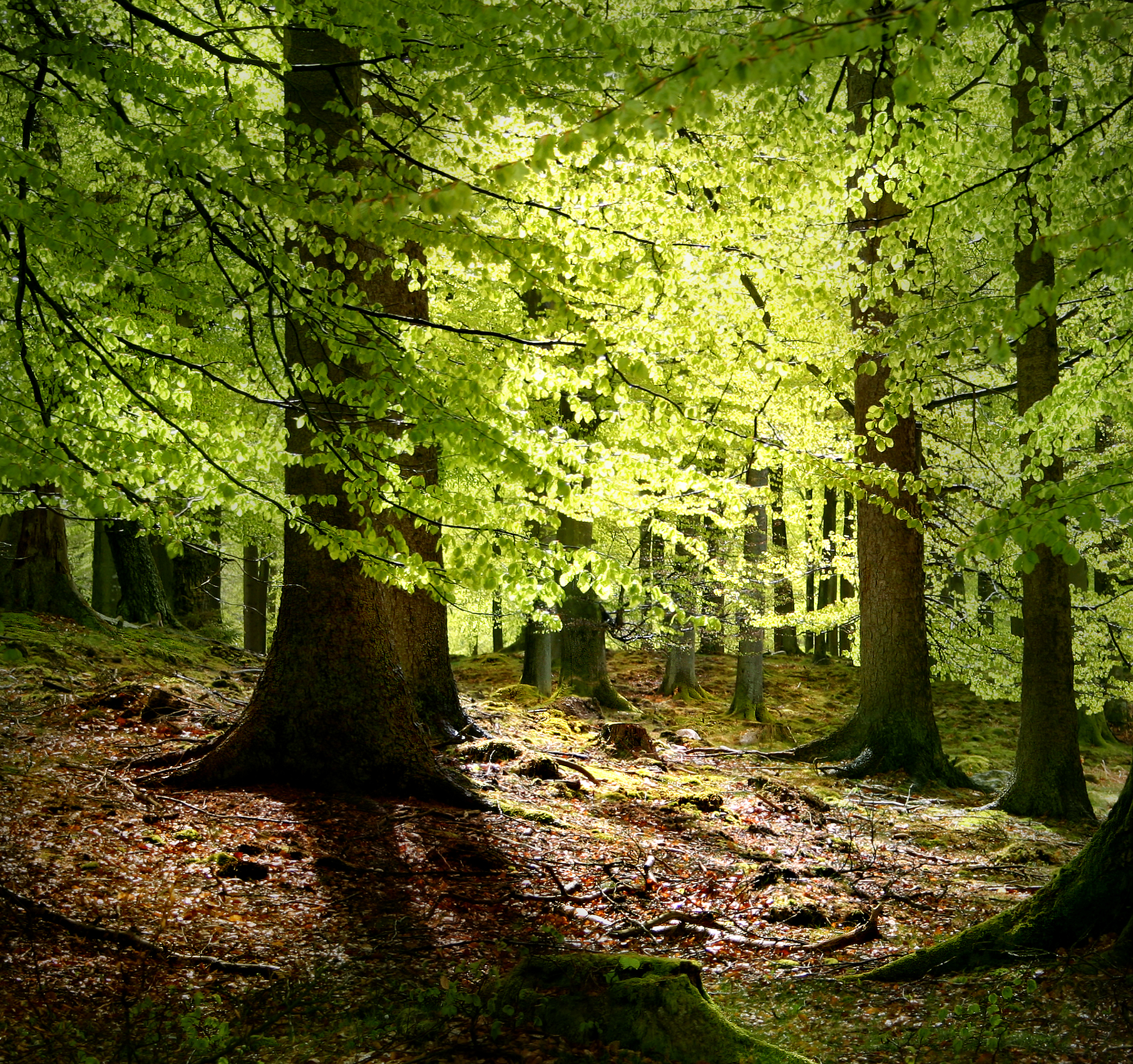
Grib Skov
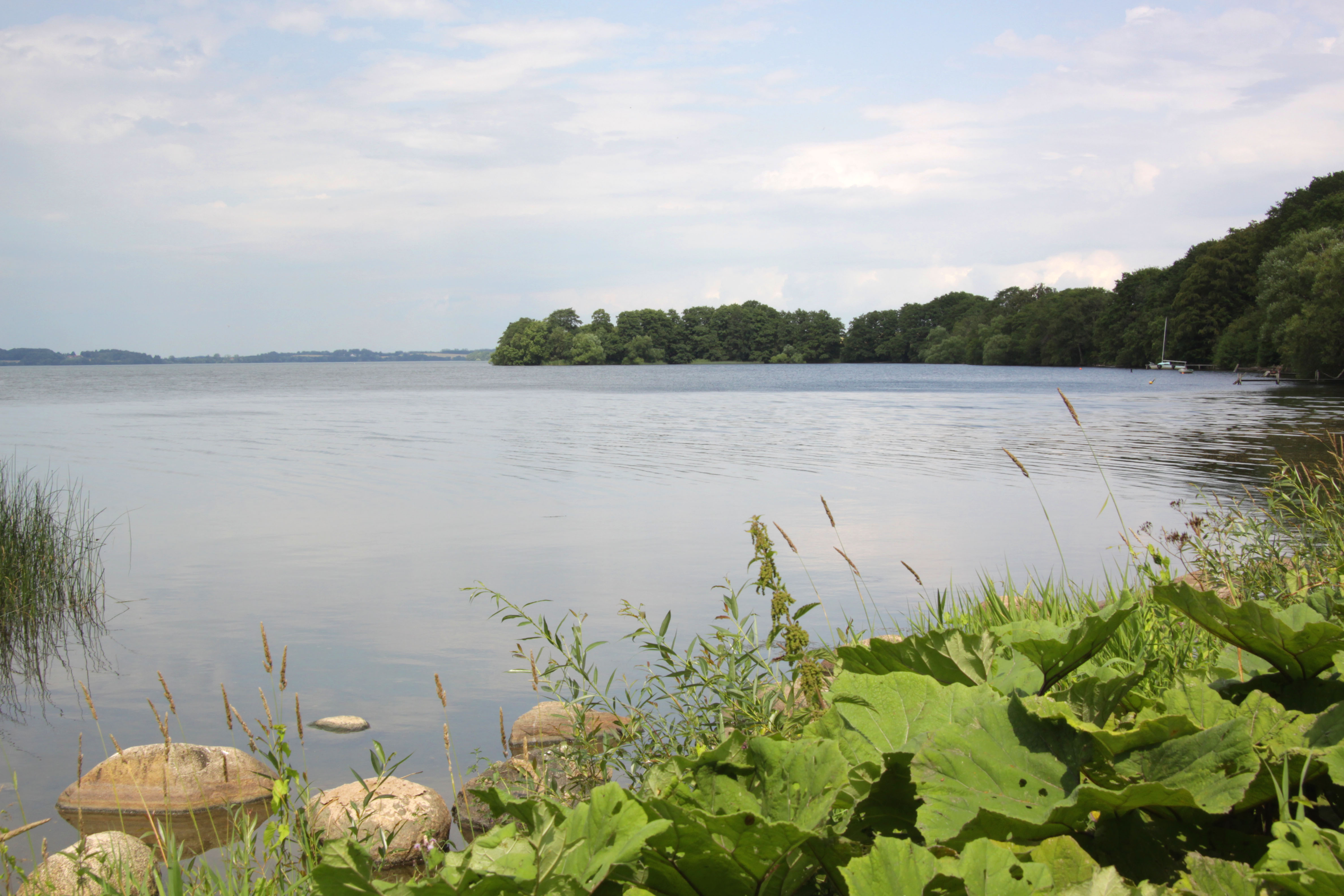
Esrum Sø
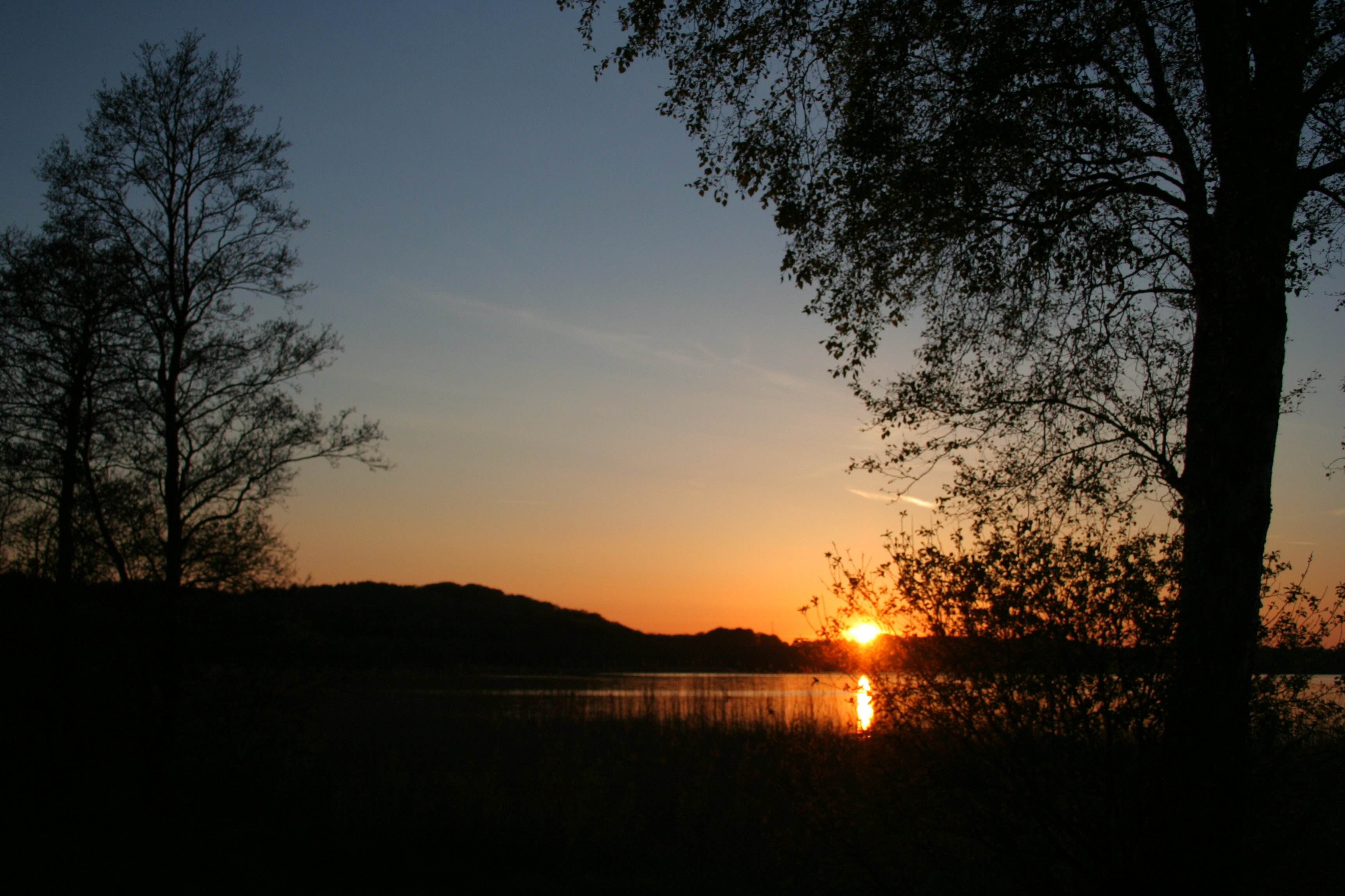
Arresø
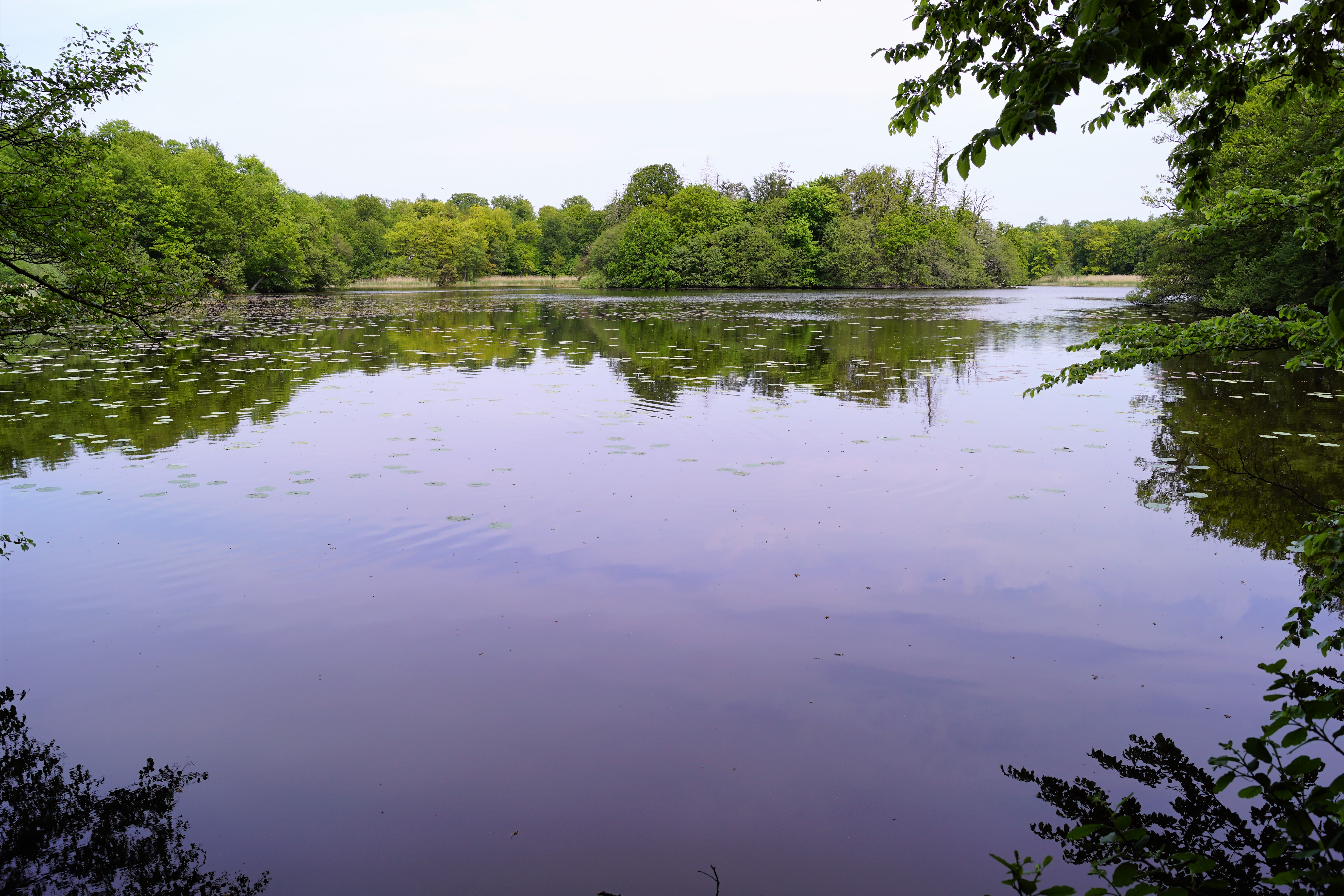
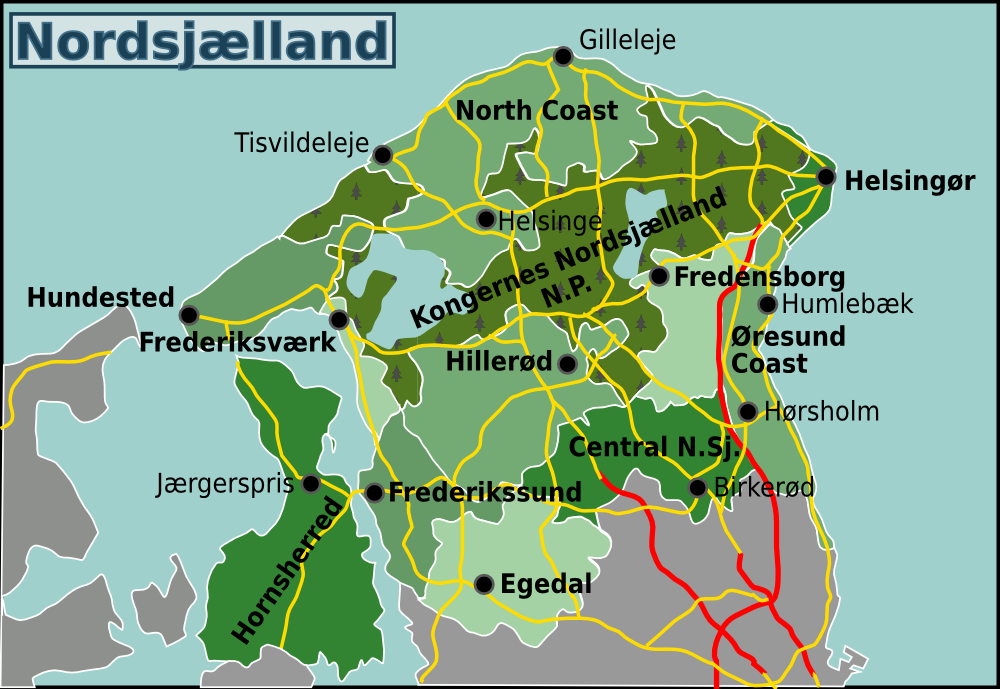
kaart van het nationaal park